# 293878 Tapping
293878 Tapping este un asteroid din centura principală de asteroizi.

## Descriere
293878 Tapping este un asteroid din centura principală de asteroizi. A fost descoperit pe 9 septembrie 2007 la Mauna Kea de David D. Balam. Asteroidul prezintă o orbită caracterizată de o semiaxă mare de 2,36 ua, o excentricitate de 0,19 și o înclinație de 3,6° în raport cu ecliptica.